# Moussa Dembélé (cầu thủ bóng đá Pháp)
Moussa Dembélé (sinh ngày 12 tháng 7 năm 1996) là một cầu thủ bóng đá chuyên nghiệp người Pháp thi đấu ở vị trí tiền đạo cho câu lạc bộ Al-Ettifaq tại Giải Vô địch quốc gia Ả Rập Xê Út
Được đào tạo ở Paris Saint-Germain và Fulham, Dembélé có trận ra mắt Fulham tại Ngoại hạng Anh vào tháng 11 năm 2013, và có cho mình 19 bàn thắng sau 64 trận đấu cho họ trước khi chuyển damg Celtic vào năm 2016. Dembélé giúp Celtic dành bộ đôi thống trị bóng đá Scotland khi dành 2 chức vô địch Scottish Premiership và Cúp quốc gia Scotland trong vòng 2 năm liên tiếp, trước khi chuyển sang Lyon vào tháng 8 năm 2018.